# Unic (entreprise)
Pour les articles homonymes, voir Unic.

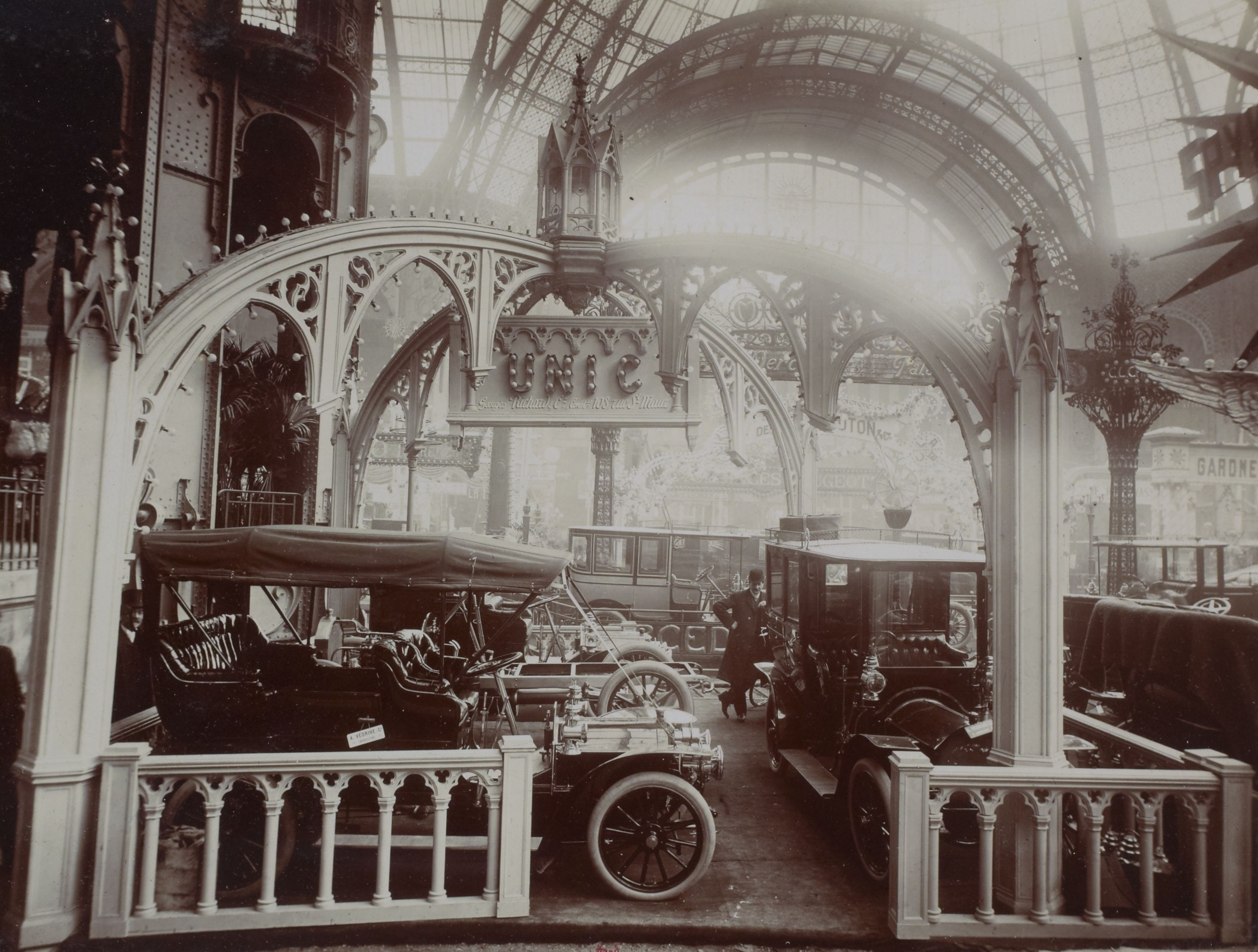
UNIC au Salon de l'Automobile de Paris en 1905.

UNIC SA était un constructeur français de voitures de tourisme et de camions. UNIC a également produit des autocars.
Malgré le succès rencontré sur le marché français (il n'y avait quasiment aucun produit exporté à cette époque), la société UNIC doit son équilibre financier aux bons vouloirs du baron Henri de Rothschild.
Son décès en 1947 survient alors que le redressement indispensable après les dommages causés par la Seconde Guerre mondiale aurait nécessité de lourds investissements.
Fragilisé comme ses concurrents français — Saurer France et Talbot — la direction d'UNIC doit se résoudre à céder la société.
UNIC, tout comme Saurer France et Talbot en 1952, est racheté par Henri Théodore Pigozzi, alors patron de Simca, qui a toujours été soutenu financièrement par la famille Agnelli (fondatrice et propriétaire du groupe Fiat).
UNIC S.A. sera ensuite intégré dans Fiat V.I. en 1966 puis dans le groupe IVECO lors de sa création en 1975.
La marque commerciale disparaît en 1984.
En 1984, l'usine de Trappes qui assurait la fabrication depuis 1975 des véhicules spécifiques UNIC et des modèles Fiat V.I. pour le marché français, sera transformée en magasin de pièces de rechange, à la suite du rejet de la participation d'IVECO-UNIC à un appel d'offres de l'armée française, car celle-ci ne souhaitait pas de moteurs Fiat produits à l'étranger sur ses camions.

## Histoire

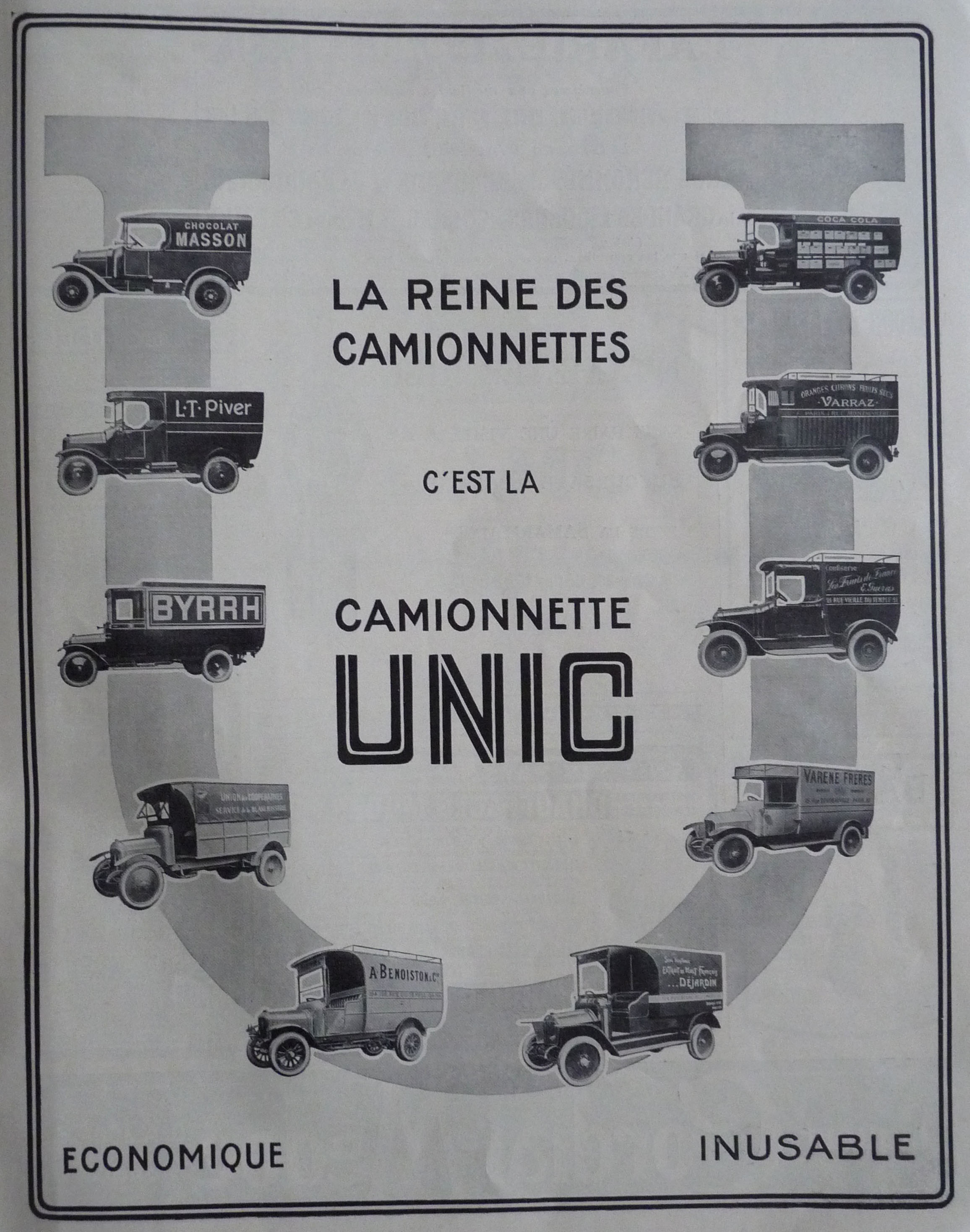
Réclame de 1923 (L'Illustration).

### Établissements Georges Richard: 1893-1906
En 1893, Georges Richard commence par fabriquer des bicyclettes puis des chariots motorisés.
Au 3e Salon du Cycle, Georges Richard expose une voiturette baptisée « Poney » mue par un moteur Benz de 3,5 ch ; Henry Hamon est d'une grande aide technique dans sa conception.
Elle sera produite jusqu'en 1902 sous les carrosseries les plus variées, comme cela était de coutume à l'époque.
Georges Richard se passionne pour les courses de voitures. En 1898, il participa à Marseille-Nice qu'il remporte dans la catégorie voiturette.
En 1900, la société devient « Sté des Anciens Établissements Georges Richard ». Peu après, un jeune et brillant ingénieur fait son apparition : Henri Brasier. Une nouvelle voiture de course de 14 ch est présentée.

### Société Georges Richard & Cie puis Société des Automobiles Unic: 1906-1949

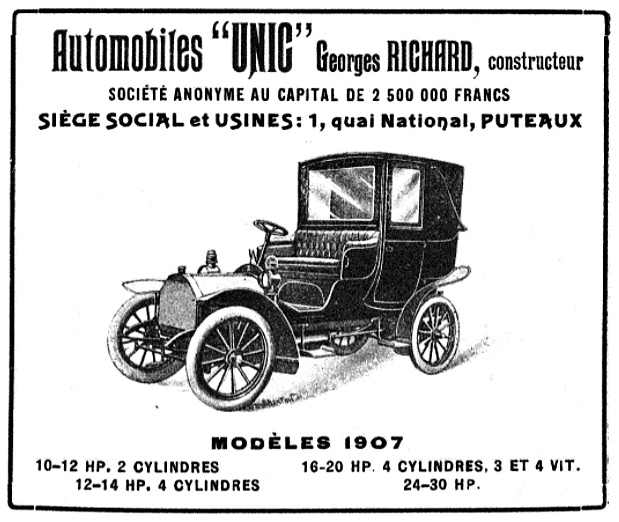
Unic (1907).

En 1903, Georges Richard prend le départ de la course Paris-Madrid.
Marcel Renault y perdra la vie à la suite d'une sortie de route et Georges Richard sera gravement blessé, quand sa voiture se retournera dans un fossé.
Le baron Henri de Rothschild venu visiter le blessé propose son aide financière, Georges Richard obtient des fonds nécessaires pour fonder à Puteaux la société anonyme « Georges Richard & Cie» en 1906.
 La gamme de moteurs d’Unic en 1907 était la suivante :
Moteur bicylindre 10/12 CV de 1798 cm³ avec un alésage de 102 mm et une course de 110 mm. Moteur quatre cylindres 12/14 CV de 1944 cm³ avec alésage de 75 mm et course de 110 mm. Moteur quatre cylindres 16/20 CV de 2616 cm³ avec un alésage de 87 mm et une course de 110 mm. Moteur quatre cylindres 24/30 CV de 3791 cm³ avec un alésage de 102 mm et une course de 116 mm.
Il propose à Henry Hamon, ami de longue date, issu d'une riche famille, de devenir concessionnaire exclusif UNIC pour la vente et la réparation des véhicules dans toute la région Île-de-France.
Henry Hamon achète un garage à Levallois, puis en 1921 l'affaire étant lancée, il achète un grand terrain à Boulogne-Billancourt au 43 boulevard Jean-Jaurès. Le but est de construire des véhicules simples et fiables, de cylindrée moyenne pour toucher une très large clientèle.
Les véhicules ne devant pas être que des automobiles particulières mais aussi des utilitaires, c'est ce qui donnera l'idée de la marque UNIC.
La construction de la première usine, quai National à Puteaux (aujourd'hui le quai De Dion-Bouton) est lancée, afin de fabriquer des véhicules « uniques » pour différentes utilisations.
À ses débuts, l'entreprise ne fabrique que des voitures légères et des taxis. Tous les modèles reçoivent des organes communs sous un même capot radiateur, allumage, carburation, boîte de vitesses… C'est le début de la rationalisation des productions.
La gamme s'étoffe rapidement et compte pas moins de quatre modèles en 1918. Une importante commande de châssis 16/20 HP carrossés en taxis est passée par la principauté de Monaco. Ce modèle sera aussi vendu à 417 exemplaires à Londres.
En 1922, la firme construit son premier véhicule industriel, la camionnette L2D.
Le fondateur de la société, Georges Richard, meurt des suites d'un accident de la route à Rouen et c'est son principal collaborateur, Georges Dubois, qui lui succède à la tête de l'entreprise.
À partir de 1930, la demande de véhicules utilitaires s’accroît fortement. Unic présente au salon de l'automobile de Paris (1931) son premier gros moteur Diesel fabriqué en France. C'est un moteur Mercedes OM 5 à six cylindres en ligne, développant 90 ch et fabriqué sous licence dans l'usine de Puteaux par Codra (Compagnie des diesels rapides), filiale d'Unic, spécialement créée pour l'exploitation de la licence Mercedes.
Ce moteur va être monté en 1932 sur deux nouveaux modèles lourds, les premiers de la marque, le CD 2 (4 × 2) de 13 tonnes et le CD 3 (6 × 2) de 18 tonnes. (NDR : CD pour Codra Diesel).
En 1933, Unic est le premier constructeur français à proposer une gamme complète de véhicules industriels de 3 à 18 tonnes.
En 1934, Citroën Kégresse présente le P107, successeur du P17. Pour des raisons financières propres à ces temps de crise, la production en série n'a pas lieu chez Citroën mais chez Unic qui a, entre-temps, acheté la licence.
3 276 exemplaires de chenillettes et 236 tracteurs d'artillerie TU 1 seront produits jusqu'au début du conflit armé.
En 1935, les camions U4D et U6C sont lancés. Une nouvelle série de camionnettes est lancée, la série « S ». Elle restera en fabrication jusqu'en 1939. Ce sera la dernière production de camionnettes de la marque qui se consacrera ensuite uniquement aux camions.
En 1939, Georges Dubois décide, comme Marius Berliet, d'abandonner la fabrication des automobiles de tourisme pour se consacrer exclusivement aux camions et véhicules industriels.
Cette même année, les ingénieurs du bureau d'études mettent au point un système d'injection qui va permettre à Unic de s'affranchir de la licence Mercedes et présente son premier moteur Diesel, un six cylindres de 10,3 litres étroitement dérivé du moteur Mercedes. Unic lance alors la gamme ZU qui remplace l'ancienne gamme Z.
Depuis 1934, Unic a consacré son activité sur l'effort de guerre avec le tracteur semi chenillé Citroën P 107 et le tracteur semi-chenillé surbaissé TU 1.
À partir de 1939, Unic produit pour l'armée les unités sanitaires SU 20 et des camionnettes bâchées SU 27 de 1,5 tonne.
En mai 1940, la situation militaire de la France se dégrade au point que la direction d'Unic décide de déplacer tout l'outil de production dans l'usine Marot de Niort, dans les Deux-Sèvres.
Avec l'armistice, signé en juin 1940, et l'arrivée de gradés allemands pour diriger les usines des principales entreprises françaises, incitent la direction d'Unic à réintégrer, dès l'été, le site de Puteaux pour ne pas risquer de tout perdre du fait de l'absence d'activité qui reprend, mais au ralenti.

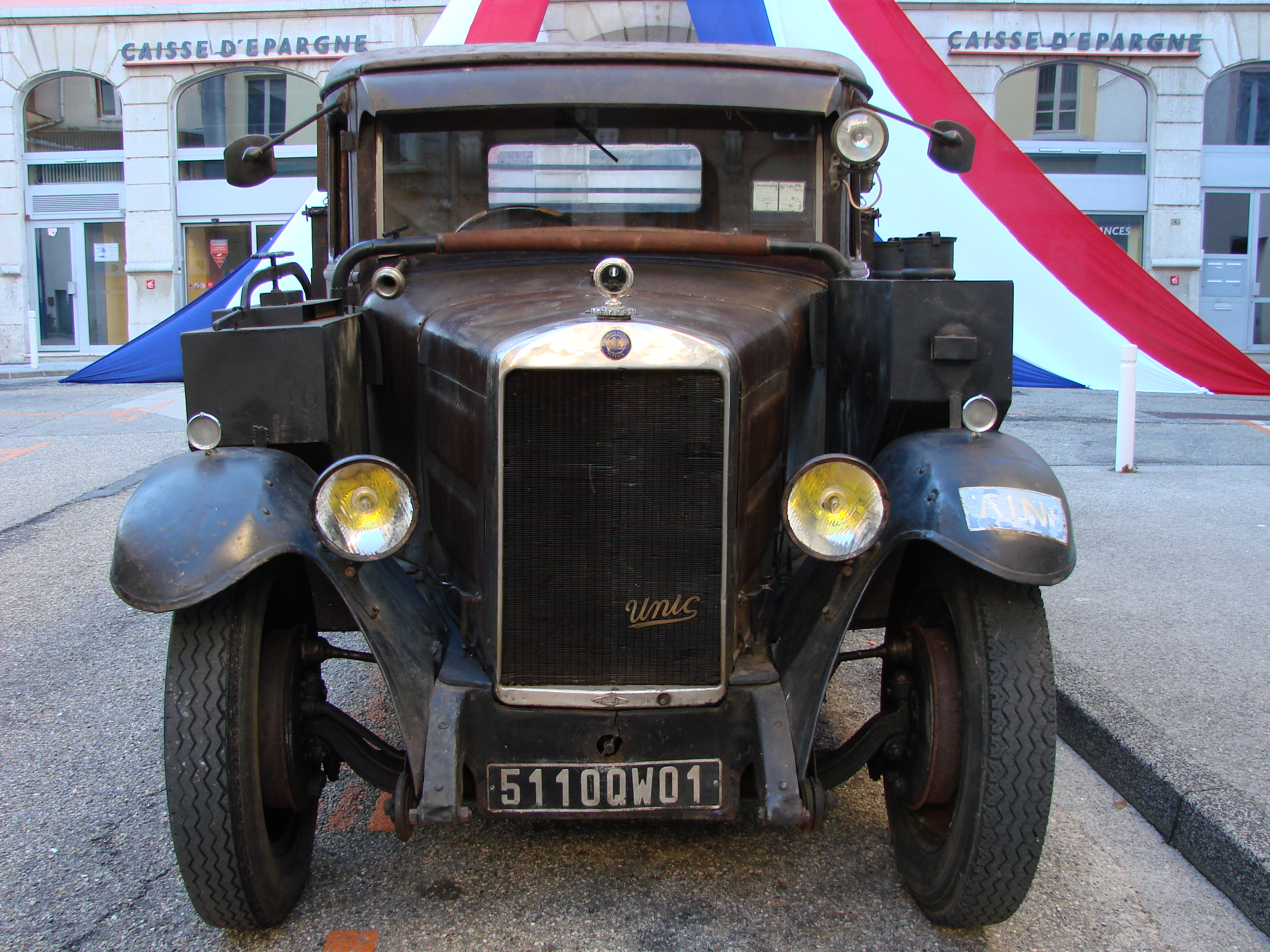
Camion Unic équipé d'un gazogène.

En 1943, Unic rejoint le groupe des fabricants de gazogènes avec « La Lilloise » et « Gohin-Poulenc », conformément aux directives du plan établi par Paul-Marie Pons, chef du service des gazogènes au secrétariat d'Etat à la production industrielle.
À la fin de la Seconde Guerre mondiale, juste avant la libération, le gouvernement français décide de regrouper les industriels du secteur automobile pour mieux répartir les matières premières contingentées devenues rares et sauver ce qui peut l'être encore. 
Paul-Marie Pons, directeur du COA (Comité d'Organisation de l'Automobile) lance un nouveau plan pour ce secteur d'activité et regroupe les sociétés Camions Bernard, Delahaye, Laffly Simca et Unic dans le « Groupement Français de l'Automobile - GFA ». Unic vivote jusqu'en 1944 avec une production quasi nulle mais l'objectif est de conserver l'outil de production pour ne pas qu'il tombe aux mains des nazis.
Durant cette période, des liens étroits sont noués entre UNIC, Simca et Delahaye. Le plan Pons avait attribué au GFA la construction de 3 modèles : un petit camion de 3,5 tonnes attribué à Laffly, un camion moyen de 5/7 tonnes attribué à UNIC qui reprendra la production du SU 55 de 5 tonnes et du SU 75 de 7 tonnes datant de la fin des années 1930.
1.385 exemplaires seront fabriqués entre 1944 et octobre 1976. Le dernier modèle, un camion lourd de 15 tonnes a été attribué à Bernard.
En 1945, Unic lance la gamme de camions à capot série ZU qui n'est, en fait, que l'ancienne gamme SU équipée d'un moteur diesel. La cabine recevra quatre projecteurs intégrés dans les ailes avant en 1955 sur la série Vosges de petit tonnage.
En 1947, le baron Henri de Rothschild, forcé d'émigrer en Argentine en 1939, décède. L'année suivante, Georges Dubois décède à son tour et René Copin prend la direction de la société. En janvier 1949, UNIC connait une grave crise financière et technologique, l'outillage est obsolète et, trop fragilisée, la société n'a pas la possibilité de trouver de nouveaux financements. Henri Théodore Pigozzi, le patron italien de Simca qui a bien connu René Copin au GFA depuis 1943, se propose de participer largement à une grosse augmentation de capital, pour financer la construction de nouveaux ateliers et surtout l'achat de machines-outils modernes.
En septembre 1949, la direction générale de Fiat (réel propriétaire de Simca) autorise et finance le rachat d'UNIC par Simca et constitue ainsi la branche poids lourds de la nouvelle société Simca Industries. À l'origine, l'objectif était d'arrêter la fabrication de poids lourds et récupérer les ateliers d'UNIC pour augmenter la production d'automobiles que Simca n'arrivait pas à fabriquer dans son usine de Nanterre, devenue trop exiguë, même après l'intégration de Talbot et de Ford France. René Copin arrive à convaincre Pigozzi que la production de camions allait avoir un avenir florissant. Pigozzi décide alors d'arrêter la production des automobiles Talbot.

### SIMCA Industries-UNIC: 1950-1974
Après ce changement de management, Unic lance le ZU 61 en 1950. En 1951, le GFA est démantelé et UNIC produira seulement 636 châssis de camions cette même année. Dès 1951, la nouvelle équipe du bureau d'études UNIC, épaulée par des ingénieurs italiens de Fiat V.I., met fin aux problèmes de moteurs avec des versions enfin fiabilisées des moteurs 4 et 6 cylindres diesel. La gamme des camions UNIC va s'étoffer et monter en poids. Les anciens modèles ZU 51R, 61R et 71R de la série 1R sont remplacés par les ZU 52, 62 et 72 de la série 2 aux poids augmentés.
À partir de 1952, Unic est complètement intégré dans le groupe Simca et en devient la division véhicules industriels à travers la filiale Simca Industries. Les camions UNIC arborent à l'arrière la plaque de la marque Simca Industries. La production qui a connu son plus bas, repart à la hausse. En 1952 Unic produit 809 châssis. En 1952, le ZU 72 de 15 tonnes est remplacé par le ZU 72R de 17 tonnes, les ZU 53 et 63 remplacent les ZU 52 et 62. En 1953, Unic lance le ZU 35 de 8 tonnes.
Jusqu'en 1954, tous les camions Unic étaient équipés de la même cabine à capot, désuète, en tôle sur une structure en bois. Au printemps 1954, UNIC présente le nouveau ZU 46 et durant l'été, Unic dévoile une toute nouvelle gamme équipée d'une nouvelle cabine à capot moderne Longchamp, entièrement métallique, d'abord appelée Etrave ou Equipage. Le ZU 100 de 17 tonnes et le ZU 120 de 19 tonnes, sont équipés du moteur UNIC ZU 6 R2, 6 cylindres de 9,84 litres. Le ZU 100 dispose de 135 ch à 1.950 tr/min avec une boîte de vitesses B178 à 2x4 rapports et réducteur synchronisé. Le ZU 120 dispose du même moteur dont la puissance a été portée à 150 ch. Ces modèles étaient disponibles en configuration 4x2 porteur de 17 et 19 tonnes et tracteurs de 35 tonnes de PTR. Extérieurement on différenciait le ZU 120 par ses jantes type artillerie. Le ZU 120 va connaître une brève carrière d'une seule année, remplacé par le ZU 121 en 1955. Le ZU 120T sera fabriqué jusqu'en 1959 mais avec une cabine restylée et renommé Isoard. En 1954, UNIC a produit 2.177 châssis et 2.852 en 1955.
En fin d'année 1955, une nouvelle fait grand bruit. Les petits constructeurs de camions Renault, Somua et Latil fusionnent pour donner naissance à Saviem. UNIC se trouve ainsi repoussé de la 2e à la 3e place dans le classement des constructeurs français, derrière Berliet et Saviem.
En 1956, Unic absorbe la filiale française des camions Saurer fabriqués à Suresnes. La cabine Longchamp reçoit un nouveau pare-chocs renforcé, équipé d'une calandre en deux parties avec quatre projecteurs et un marquage latéral qui rend officielle la « série des cols français ».
En 1958, la production atteint 7 278 véhicules.
En 1958, une version Unic du Simca Cargo à quatre projecteurs est fabriquée et motorisée par la marque, parallèlement au modèle Simca.

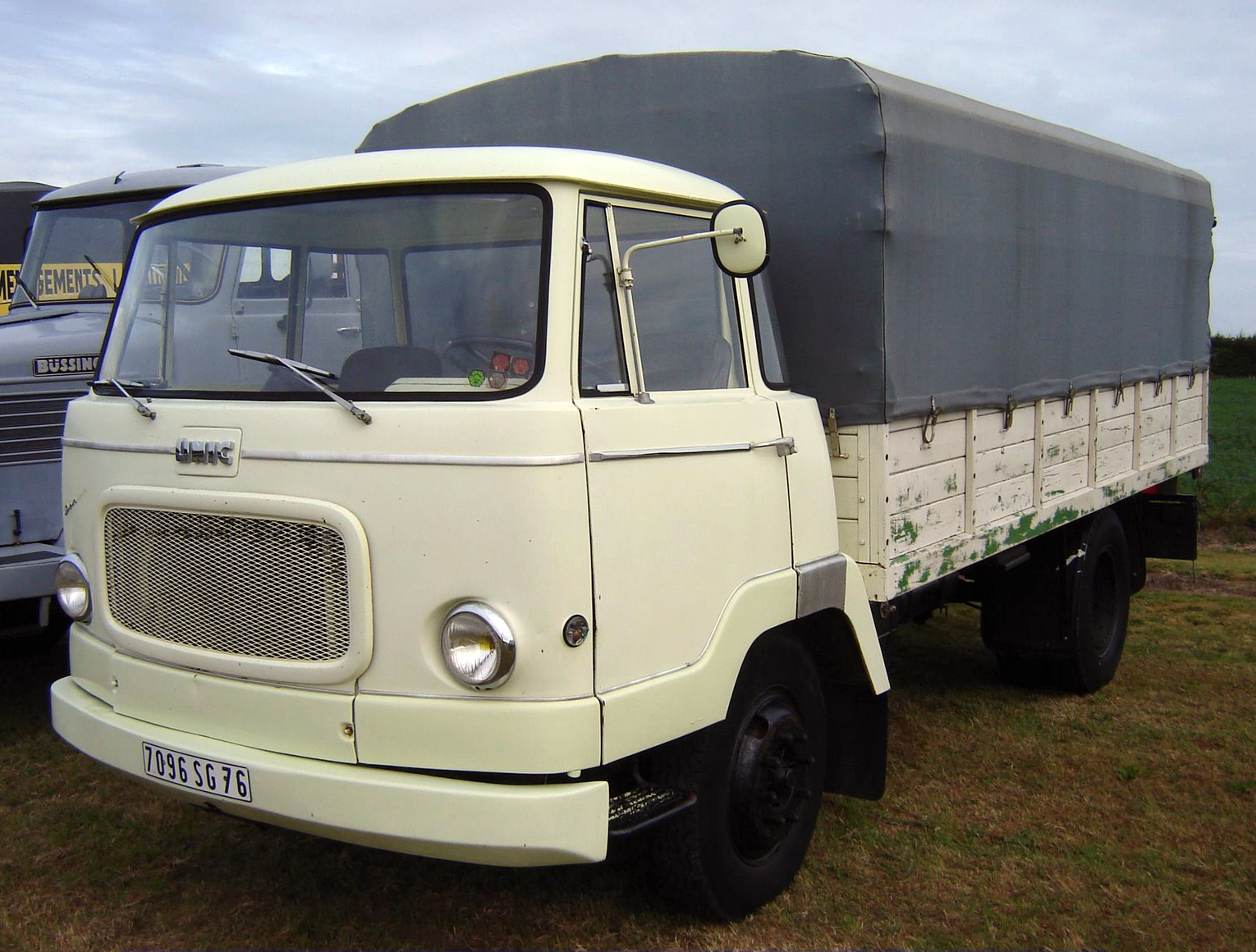
Unic Vosges, la cabine Auteuil.

À partir du printemps 1960, les nouveaux camions Vosges reçoivent la cabine semi-avancée Saint-Cloud issue des Fiat C40/50N ou la cabine avancée Auteuil fabriquée par le carrossier « Fernand Genève ». La boîte de vitesses est synchronisée.
Pour étoffer sa gamme, Unic distribue les camions de la marque italienne OM (constructeur racheté en 1933 devenu filiale de Fiat V.I.) et une partie de la gamme Fiat V.I., notamment les petits Fiat 615 N1 puis Fiat 616 sous l'appellation UNIC-service. Très vite Unic deviendra importateur de toute la gamme des camions Fiat en France.
En 1962, la cabine avancée large Vincennes est lancée dans la gamme haute.
En 1963, la nouvelle cabine semi-avancée Big-Job remplace la cabine Longchamp: la position du moteur est reculée et le capot est plongeant, tandis qu'un groupe propulseur à 5 cylindres apparaît.
À l'automne 1964, UNIC est l'un des premiers constructeurs à lancer un moteur V8 diesel. Le MZ 62 de 225 ch SAE équipe l'Izoard V8.

### Fiat France - F.F.S.A.: 1966-1975
En juin 1966, UNIC devient la division véhicules industriels de Fiat France S.A. (F.F.S.A.). En conséquence, les réseaux Unic-OM et Fiat-Someca s'unifient. Les cabines avancées Auteuil et Vincennes deviennent basculantes pour mieux accéder à la mécanique.
À partir de 1969, les modèles Vosges reçoivent le moteur OM.
En 1970, l'Izoard V8 T340 A à moteur V 85 S de 14,9 litres et 340 ch SAE inaugure la cabine Fiat type H, dite cabine Groupe. Celle-ci, rendue basculante remplace le modèle Vincennes. Les dernières cabines d'origine UNIC disparaissent en 1974.
À partir de 1972, l'usine Fiat-Someca de Bourbon-Lancy fabrique des moteurs pour les camions UNIC.

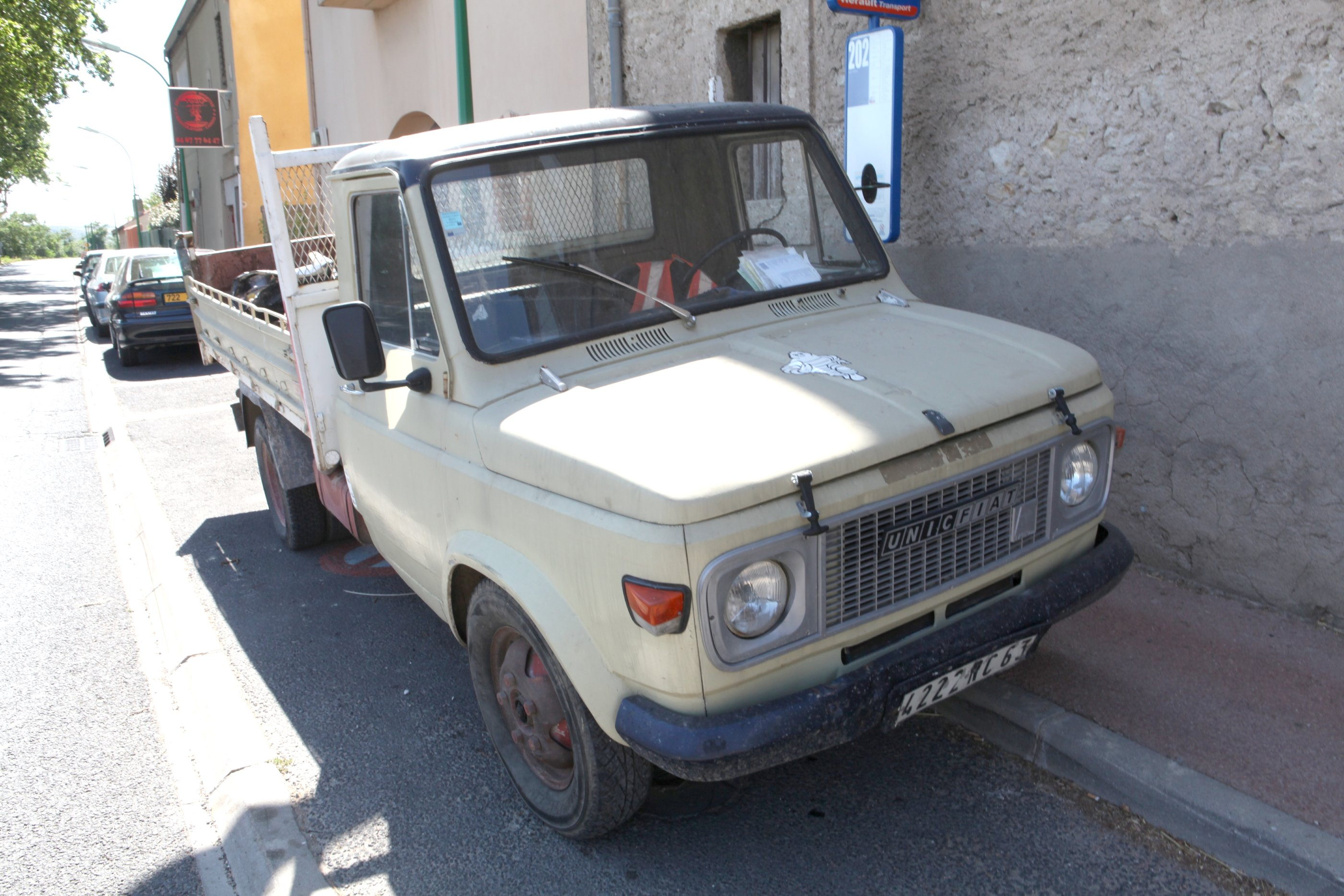
Unic-Fiat 616 de 1973.

En 1973, après 68 ans de production à Puteaux, l'usine est délocalisée, les véhicules sont fabriqués dans la nouvelle usine de Trappes, en collaboration étroite avec Fiat Italie. Unic contribue à la dimension internationale du groupe Fiat aux côtés de Fiat V.I. et OM.
En 1974, la raison sociale devient Unic-Fiat S.A. et le logo sur les calandres reprend les lettres inclinées en losange de la marque Fiat. Unic figure en lettres argent sur fond noir tandis que Fiat est en lettres noires sur fond argent.
En 1974, l’Armée de terre française envoie un cahier des charges aux deux principaux constructeurs de poids-lourds français afin d'étudier et de réaliser un camion tout terrain capable de transporter quatre tonnes de charge utile, avec à la clé, un contrat portant sur plus de 15.000 unités. Seuls Berliet et Saviem sont sollicités. UNIC demande également à pouvoir participer à cet appel d'offres puisque l’entreprise est une société française qui, sous la marque Simca, a déjà été un fournisseur apprécié des armées avec les Simca Cargo puis Simca Marmon. Le besoin de l'armée de terre était de remplacer les « Simca Cargo ».
Les services centraux de l'armée, pressés par le gouvernement de l'époque, hésitent beaucoup à ajouter UNIC à la liste des candidats. Des bruits insistants courent pour que l’État-Major refuse ce véhicule pour deux raisons :
- le moteur Diesel qui équipe le XU 4×4 est d’origine Fiat V.I.,
- UNIC est une filiale du groupe italien Fiat.

Il fallait surtout protéger les intérêts nationaux et s’assurer que toutes les pièces de rechange seraient fabriquées en France, le nationalisme étant encore très marqué à cette époque. Officieusement et à ce titre, la candidature d'UNIC aurait pu être rejetée, mais, officiellement, UNIC sera admis à présenter une offre (que le gouvernement avait refusée d'avance) après que le constructeur ait fait valoir que, certes le moteur vient d'Italie, mais le camion est fabriqué en France, à Trappes, comme des dizaines de milliers de camions civils UNIC chaque année.
L’exclusion d'UNIC à cet appel d'offres, confirmée quasi officiellement, sera très lourde de conséquences. Gianni Agnelli, patron de Fiat décida de replier toutes les productions de camions en Italie et une partie des usines françaises du constructeur seront transformées en simple magasin de pièces de rechange.

## Chiffres de production Unic-Fiat
| Année     | 1972 | 1973  | 1974  | 1975  | 1976  | 1977  | total |
| --------- | ---- | ----- | ----- | ----- | ----- | ----- | ----- |
| Unic-Fiat | 9174 | 10018 | 10343 | 13573 | 15674 | 17110 |       |

### IVECO: depuis 1975
Début 1975, après le rachat de Klockner Humboldt Deutz, Fiat décide de créer IVECO - Industrial VEhicles COrporation qui regroupe les marques de poids lourds du groupe Fiat : Fiat V.I., OM, Lancia V.I., UNIC SA et Magirus-Deutz (Klockner Humboldt Deutz). Seul le logo  I  d'IVECO apparaît discrètement au centre des calandres.
En 1976, Unic-Fiat S.A. devient IVECO Unic S.A.
En 1982, le nom IVECO apparaît en entier à l'avant des camions, celui d'UNIC subsiste jusqu'en 1984 en bas à droite des calandres.
En 1985, la marque UNIC n’apparaît plus sur aucune calandre de camion, seul la plaque de référence du modèle placée sous la vitre de custode comporte un « U » qui le distingue du « F » de Fiat, du « OM » ou du « M » de Magirus. Cette distinction sera abandonnée en 1990.
En 1992, IVECO Unic S.A. devient IVECO France S.A..

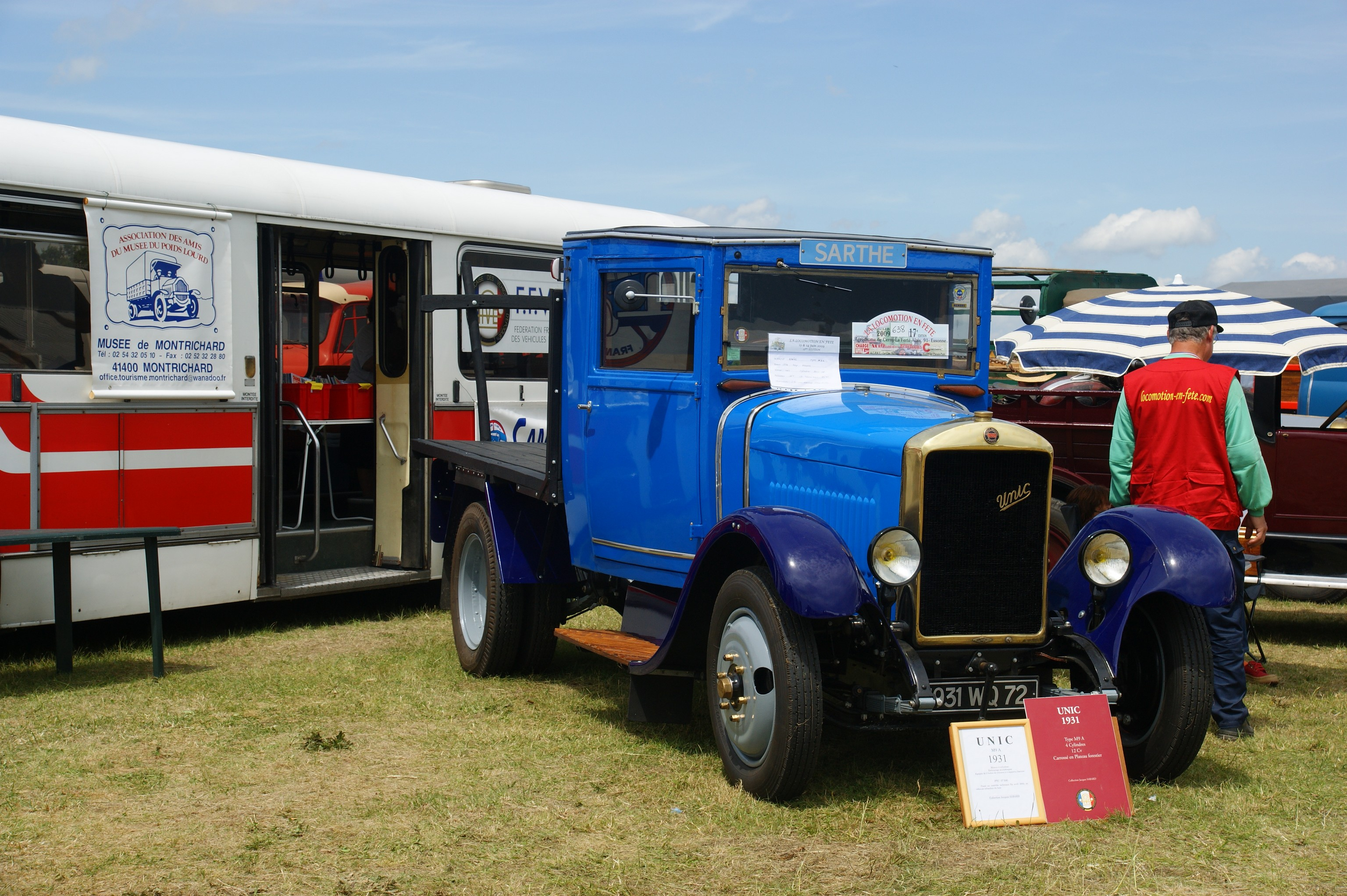
Unic M9A.
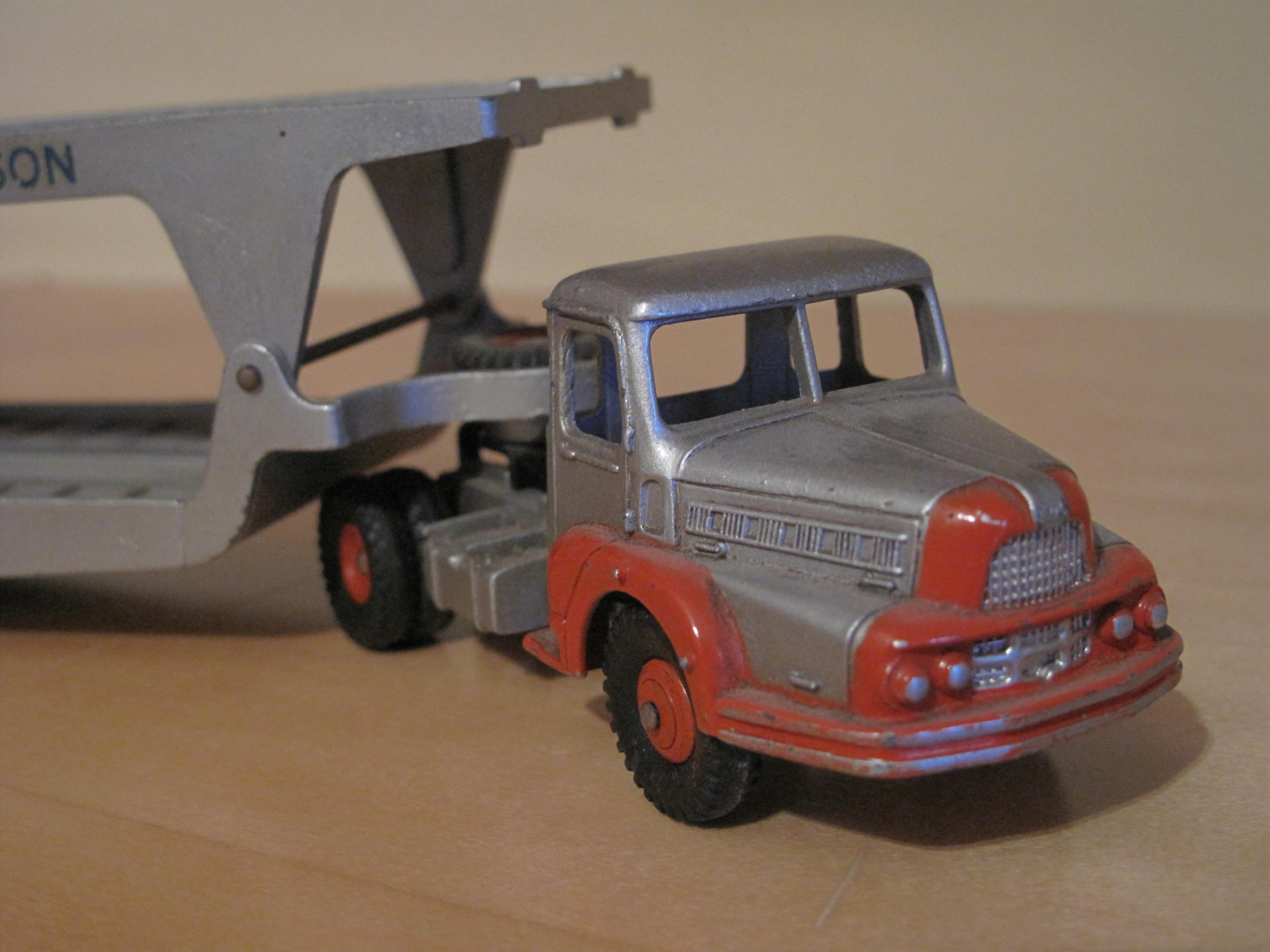
La cabine Longchamp (jouet).

## Les autocars

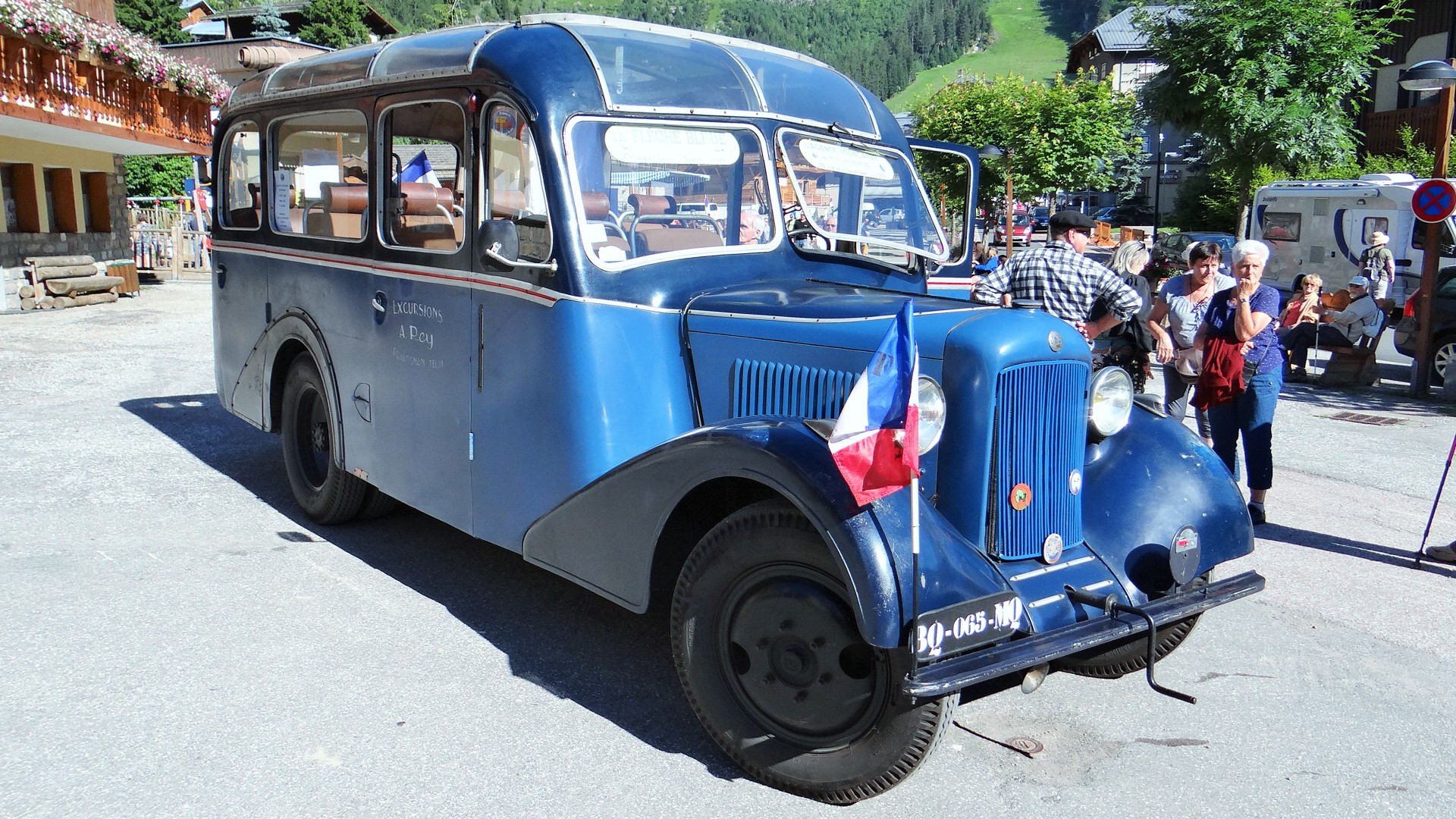
Autocar d'excursion UNIC 1937 L20.

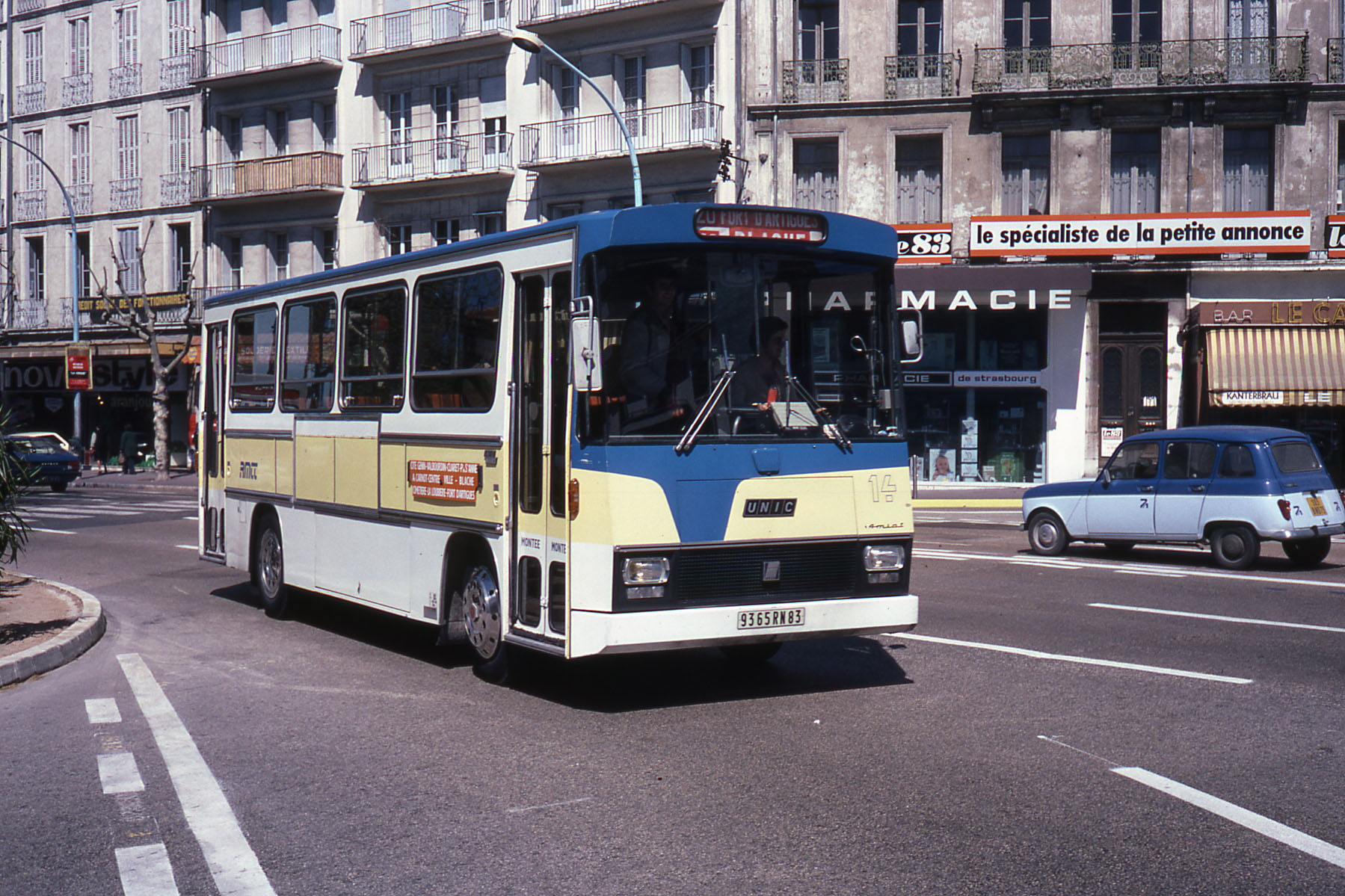
Un autobus UNIC

Depuis le début, les autocars UNIC étaient construits, comme tous ses concurrents, sur des châssis de camions adaptés. Dans un premier temps ce n'étaient que des carrosseries pour le transport de personnes puis, les châssis furent modifiés et abaissés. Les derniers châssis UNIC pour autocars sortent de l'usine de Puteaux en 1955. La marque est passée dans le giron de Fiat V.I. depuis 1952. Ce sont désormais des châssis Fiat-OM en provenance d'Italie qui serviront de base aux nouveaux modèles Unic.
Les carrossiers indépendants ont été sévèrement pénalisés par la généralisation des châssis d'autocars à caisse-poutre livrés complètement finis par les constructeurs français Berliet, Chausson ou Saviem. Les utilisateurs leur reprochait la rigidité de leur réalisation qui ne pouvait répondre aux besoins spécifiques des transporteurs. C'est ainsi que le carrossier français Gandolff persuade M. Pigozzi qu'il lui fallait assurer la succession des fameux autocars « Saurer ».
À partir de janvier 1960, « UNIC » confie à sa filiale Someca l'importation des châssis OM fabriqués à Brescia en Italie. La gamme « OM » est riche et très moderne car elle bénéficie d'une nouvelle conception. Les châssis sont équipés de moteurs « Fiat-OM » à injection directe. La gamme proposée est la suivante :
| Modèle          | Nb places | Empattement (mm) | Type moteur | Puissance ch DIN   | Emplacement moteur |
| --------------- | --------- | ---------------- | ----------- | ------------------ | ------------------ |
| OM Lupetto AI   | 12-20     | 2 600            | OM - CO1K   | 60 à 2 200 tr/min  | avant              |
| OM Tigrotto AI  | 23-27     | 3 000            | OM - CO1D   | 75 à 2 400 tr/min  | avant              |
| OM Tigrotto AIL | 23-27     | 3 600            | OM - CO1D   | 75 à 2 400 tr/min  | avant              |
| OM Tigrotto AIP | 23-27     | 3 400            | OM - CO1D   | 80 à 2 400 tr/min  | arrière            |
| Tigre AISP      | 43-50     | 4 950            | OM - DFL2   | 170 à 2 200 tr/min | arrière            |
| Titano          | 48-52     | 5 650            | OM - DGL    | 230 à 2 200 tr/min | arrière            |

Ce n'est que le 1er mai 1968 qu'UNIC devient importateur direct des châssis d'autocars et autobus Fiat-OM. Les opérateurs apprécient les qualités des autocars UNIC sur châssis OM : agrément de conduite, sécurité, fiabilité et brio de la mécanique. Ces qualités sont remarquées par le carrossier charentais Heuliez qui devient le 4e carrossier partenaire de OM en France. Heuliez réalisera une version grand tourisme sur un châssis « Leoncino » destiné à l'origine pour équiper le châssis Citroën 350.
À partir de 1966, Fiat présente le châssis Fiat 343 et commercialise en France en 1971 son modèle de série usine, comme en Italie. Les carrosseries réalisées en France sont dues aux carrossiers « Amiot » et « Heuliez » notamment. Tous les autocars Fiat italiens sont commercialisés en France sous la marque UNIC.
En 1976, UNIC présente le Fiat 370 sous sa propre marque pour ne pas heurter les collectivités locales avec une marque étrangère qui n'aurait aucune chance de remporter un marché.
Le dernier autocar UNIC sera le Lorraine, conçu à la fin des années 1970 et commercialisé en mai 1981. La direction du groupe IVECO profite du regroupement de Saviem et de Berliet, qui formera R.V.I., pour recruter des cadres transfuges de « Berliet ». Après le demi-échec de franciser le Fiat 343 en lui greffant une carrosserie française, UNIC récupère le modèle-phare du géant turinois : le Fiat 370, lancé en 1976 et très répandu en Italie et en Allemagne sous le label Magirus M2000, pour créer le dernier modèle de la marque, le « Lorraine ».
Conçu spécifiquement pour le marché français, le châssis Fiat-Iveco est habillé d'une coque retouchée à l'avant, plus arrondie et aérodynamique, par rapport à la version originale italienne, due à l'intervention de la CIMT2. Comme sur le Fiat 370, elle fait appel, à divers niveaux, à des éléments en aluminium et polyester. La carrière du « Lorraine » prend fin en 1993, remplacé par l'Iveco 380 Euroclass qui sera commercialisé avec le logo IVECO.

## Implantations
Sites industriels français de la marque :
- Puteaux : assemblage des camions de la gamme basse, jusqu'en 1973.
- Trappes : assemblage des camions de la gamme moyenne.
- Suresnes : assemblage des camions de la gamme haute.
- Fourchambault : assemblage des autocars.
- Bourbon-Lancy : assemblage des moteurs.